# Hennie Stamsnijder
Hendrikus "Hennie" Johannes Maria Stamsnijder (ur. 21 lipca 1954 w Enter) – holenderski kolarz przełajowy, szosowy i torowy, sześciokrotny medalista przełajowych mistrzostw świata.

## Kariera
Pierwszy sukces w karierze Hennie Stamsnijder osiągnął w 1979 roku, kiedy zdobył srebrny medal w kategorii amatorów podczas przełajowych mistrzostw świata w Saccolongo. W zawodach tych wyprzedził go jedynie Włoch Vito Di Tano. Na rozgrywanych rok później mistrzostwach świata w Wetzikonie, już jako zawodowiec, zdobył brązowy medal. Uległ tam jedynie Belgowi Rolandowi Libotonowi oraz Klausowi-Peterowi Thalerowi z RFN. W 1981 roku zdobył złoty medal na mistrzostwach świata w Tolosie, zostając tym samym pierwszym holenderskim mistrzem świata zawodowców. Był też ponadto drugi na MŚ w Oss (1984) oraz trzeci podczas MŚ w Lanarvily (1982) i MŚ w Lembeek (1986). W 1979 roku został mistrzem Holandii amatorów. Startował także na szosie, ale bez większych sukcesów. Dwukrotnie startował w Tour de France, zajmując między innymi 80. miejsce w klasyfikacji generalnej w 1981 roku. Trzykrotnie zdobywał medale torowych mistrzostw Holandii, jednak nigdy nie zwyciężył. Nigdy nie wystąpił na igrzyskach olimpijskich. W 1989 roku zakończył karierę.